# Варали (деревня)
Варали (мар. Варале) — деревня в Алнашском районе Удмуртии, входит в Староутчанское сельское поселение.
Население на 1 января 2008 года — 231 человек.

## Географическое положение
Деревня располагается на западе района на левом берегу реки Возжайка. Находится в 17 км к юго-западу от села Алнаши и в 103 км к юго-западу от Ижевска.

## История
По итогам десятой ревизии 1859 года в 8 дворах казённого починка Варали Елабужского уезда Вятской губернии проживало 52 жителя мужского пола и 61 женского. В 1912 году открыт приход Николаевской церкви села Большая Ерыкса (выделен из прихода Пророко-Ильинской церкви села Новогорское), в состав нового прихода переданы несколько селений, в том числе деревня Варали.
В 1921 году, в связи с образование Вотской автономной области, деревня передана в состав Можгинского уезда. В 1924 году при укрупнении сельсоветов вошла в состав Вотско-Гондыревского сельсовета Алнашской волости. В 1929 году упраздняется уездно-волостное административное деление и деревня причислена к Алнашскому району. В том же году в деревне Варали образован колхоз «Пашазе».
- Андреев Андрей Андреевич (1883 г.р.) — кулак. Арестован 17 января 1938 года. Приговор: 8 лет.
- Андреева Ксения Григорьевна (1883 г.р.) — член семьи кулака.
- Андреев Василий Андреевич (1905 г.р.) — член семьи кулака.
- Андреева Анна Андреевна (1918 г.р.) — член семьи кулака.
- Андреев Михаил Андреевич (1921 г.р.) — член семьи кулака.
- Степанов Иван Степанович (1893 г.р.) — арестован 9 февраля 1938 года. Приговор: дело прекращено.

В июле 1950 года объединены колхозы нескольких соседних деревень (в том числе деревни Варали), образован укрупнённый колхоз «Коммунар», с центральной усадьбой в деревне Удмуртское Гондырево. В 1963 году Удмурт-Гондыревский сельсовет упразднён и деревня причислена к Староутчанскому сельсовету.
В 1991 году решением общего собрания колхозников деревня Варали отделилась от колхоза «Коммунар», образовав колхоз «Варалинский». 16 ноября 2004 года Староутчанский сельсовет был преобразован в муниципальное образование «Староутчанское» и наделён статусом сельского поселения.

## Социальная инфраструктура
- Варалинская начальная школа — 5 учеников в 2008 году[10]
- Варалинский детский сад

## Улицы
- улица Полевая
- улица Поперечная
- улица Центральная

## Люди, связанные с деревней
- Васильев Георгий Васильевич (08.04.1919 — 27.05.2002) — уроженец деревни, призван Алнашским РВК в 1939 году, участник Советско-финской войны с декабря 1939 г. по март 1940 г., в Отечественной войне с 22 июня 1941 года. Фельдшер медицинского пункта 36 Гвардейской пушечной артиллерийской Новосокольнической Краснознамённой ордена Суворова бригады. За отличное обеспечение оказания помощи раненым и больным на поле боя, а также эвакуацию их на этапы, награждён орденом Красной Звезды[11]. Награждён медалями, в том числе: «За боевые заслуги»[12], «За победу над Германией в Великой Отечественной войне 1941—1945 гг.», а после войны и медалью – «Ветеран труда».
- Иванов Николай Иванович (15.12.1916 — 27.09.1994) — уроженец деревни, призван Алнашским РВК 9 октября 1940 года, на фронте с января 1943 года. Командир отделения связи 1208 легкого артиллерийского полка 31 легкой артиллерийской Калужской ордена Кутузова бригады 11 артиллерийской Кировоградской Краснознамённой ордена Кутузова дивизии РГК, личным примером мужества и отваги воодушевлял своих бойцов на выполнение боевой задачи. В самые тяжелые и ответственные моменты боя сам выходил на линию огня и под сильным артиллерийским и миномётным огнём противника устранял порывы телефонной связи. Так 12.01.1945 г. устранил 10 порывов и 23.01.1945 г. — 8 порывов, награждён орденом Красной Звезды[13]. Награждён медалями, в том числе: двумя — «За отвагу»[14] [15], «За оборону Сталинграда»[16], «За победу над Германией в Великой Отечественной войне 1941—1945 гг.», а после войны и медалью – «Ветеран труда».
- Наумов Владимир Наумович (1918 — 26.03.1945) — уроженец деревни, призван Йошкар-Олинским ГВК Марийской АССР 19 сентября 1939 года, на фронте с 22 июня 1941 года. Замковой противотанковой пушки 2 мотострелкового батальона 28 гвардейской мотострелковой Краснознамённой бригады 8 гвардейского танкового Краснознамённого корпуса. В ночь на 22.10.44 г. противник, потеряв выгодный рубеж, контратакой превосходящих сил при поддержке танков пытался возвратить утерянные позиции. На расчёт, в состав которого он входил, шло 4 танка. Дерзость и мужество расчёта и лично его позволило поджечь 3 танка «Пантера», один тягач с пушкой, одну автомашину с боеприпасами и уничтожить до 40 немецких солдат и офицеров, был представлен к Ордену Красного Знамени[17], награждён орденом Отечественной войны II степени. В 1944 году награждён орденом Красной Звезды [18]. В 1945 году был представлен к ордену Отечественной войны II степени[19], награждён орденом Красной Звезды.